# Mario Luis Díaz Bencomo
Mario Luis Díaz Bencomo (Pinar del Río, Cuba; 26 de julio de 1953) es un artista cubano nacionalizado estadounidense. 

## Biografía
De adolescente sus padres lo enviaron a vivir a España. En 1968, a la edad de 14 años, también solo, se traslada de Madrid a Nueva York, más tarde a Miami, donde reside. Con frecuencia visita a Europa, y también por muchos años a Canadá. En 1996 regresa a Cuba por primera vez desde que se fue, visitando Cuba periódicamente desde entonces. Trabaja en Miami y con frecuencia, en Montreal.

## Estilo
Su pintura trata sobre la ambigüedad de la forma en el mundo natural, mitología, literatura, poesía, historia del arte y experiencia personal; con frecuencia borrando la línea entre lo espiritual de lo sensual.

## Obras
Actualmente muestra su instalación, Elegía a La Poesía/ El Gabinete de la Poesía; una selección de sus libros únicos de artista y pinturas sobre papel sobre la influencia de la poesía en su pintura, en The Eye has to Travel Gallery, Aeropuerto Internacional de Miami, bajo la División de Artes Plásticas y Asuntos Culturales de MIA. La exhibición permanecerá abierta hasta enero de 2017.
La obra de Bencomo se encuentra en la colección permanente de numerosos museos, incluyendo: The Metropolitan Museum of Art, New York City, Denver Art Museum, Colorado, Blonton Museum of Art, University of Texas, Austin, Museo Nacional de Bellas Artes de La Habana, Cuba, Weisman Art Museum, Minneapolis, MN, Frost Art Museum, Miami, FL, Art Museum of the Americas, Washington D. C., Museo de Arte María Zambrano, Vélez-Málaga, España, Johnson Museum of Art, Cornell University, Ithaca, NY, Cintas Collection, Museum of Art + Design, Miami, FL, Museo del Barrio, Nueva York, Museo de Arte Contemporáneo, Ciudad de Panamá, Panamá, Museum of Art Ft Lauderdale, FL, Norton Museum of Art, West Palm Beach, FL, Lowe Art Museum, University of Miami, FL, The Mizel Museum, Denver, Colorado, entre otros.

## Exposiciones
Su obra se exhibe internacionalmente en galerías de arte y museos, incluyendo: Museo de América, Madrid, España, Chicago Museum of Contemporary Art, Palacio de Bellas Artes, México, D.F., Museo Nacional de Bellas Artes, La Habana, Cuba, Contemporary Arts Center, New Orleans, Weisman Art Museum, Minneapolis, Art Museum of the Americas, Washington D. C., Johnson Museum of Art, Cornell University, NY, Fundacio La Caixa, Palma de Mallorca, España, The Minnesota Museum of Art, St. Paul, University at Buffalo Center for the Arts, New York, Centre d'Art Santa Mónica, Barcelona, España, Museo de Ponce, Puerto Rico, Atlanta College of Art, Georgia, Centro Atlántico de Arte Moderno, Las Palmas de Gran Canaria, España, Norton Museum of Art, West Palm Beach, FL, Musee des Tapisseries, Aix-en Provence, Francia, Southeast Center for Contemporary Art, Winston-Salem, North Carolina, Museo del Barrio, New York City, Los Angeles Municipal Art Gallery, California, Museo de Las Americas, Denver, Colorado, Terra Museum of American Art, Chicago, Instituto Cultural Domecq, México, D.F., Tampa Museum of Art,  Museo de Arte Contemporáneo, Panamá, The Snite Museum of Art, University of Notre Dame, Indiana, Zimmerli Art Museum, Rutgers University, NJ, entre otros.